# Das Muschelessen
Das Muschelessen (1990) ist eine Erzählung von Birgit Vanderbeke, die 1990 mit dem Ingeborg-Bachmann-Preis ausgezeichnet wurde.

## Inhalt
Den Rahmen für die Erzählung bildet ein Abend, an dem Mutter, Tochter und Sohn mit dem Abendessen auf die Ankunft des Vaters warten, der um 18 Uhr von einer Dienstreise zurückkehren soll und dann seine Beförderung mit einer Flasche Wein und seinem Lieblingsessen feiern will: Miesmuscheln, die ihn an seine Flitterwochen und „gewisse Anzüglichkeiten“ erinnern, nämlich an die verspätete Hochzeitsreise aus der DDR zum Schwager im Westen, der am Meer wohnte und „ein Muschelessen für sie gekocht hatte, was sie nicht gekannt haben, weil es natürlich im Osten keine Miesmuscheln gab“.
Als der Vater um 18:03 Uhr noch nicht erschienen ist, wird die Familie nervös, da das Familienoberhaupt sonst immer pünktlich nach Hause zu kommen pflegt. Man unterhält sich, beginnt nicht nur die von den Familienmitgliedern als eklig empfundenen Muscheln, sondern auch das Familienoberhaupt selbst zu kritisieren; erst zögernd, dann immer unverblümter, und bald stellt sich heraus, dass die beiden Kinder es besser fänden, wenn ihr Vater für immer wegbliebe. Das auf Wunsch des Vaters künstlich aufrechterhaltene Konstrukt einer „richtigen Familie“ funktioniere seit langem ohnehin nur noch vordergründig. Wenn er zu Hause sei, müssten alle stets penible Ordnung halten, der Tagesablauf sei streng geregelt und alles habe sich ausschließlich nach ihm zu richten.
Da der Vater weiter auf sich warten lässt, öffnet man mutig seinen Wein und wird zusehends gelöster. Mit fortschreitendem Abend befreit auch die Mutter sich allmählich vom Druck ihres Mannes und fängt ebenfalls an, sich über sein Verhalten zu beklagen. Die Familie gibt Schritt für Schritt ihre devote Unterwürfigkeit auf, ereifert sich immer mehr, macht sich über den Patriarchen lustig und beschließt, in Zukunft entschiedener gegen ihn aufzubegehren. Immer empörter werden die Reaktionen, immer ungeheuerlicher die Geschichten, die man sich über die Brutalität des Vaters erzählt.
Kurz vor 22 Uhr liegen die Muscheln immer noch unangetastet in der Schüssel, inzwischen kalt und noch ekelerregender geworden. Plötzlich klingelt das Telefon, doch niemand wagt es, den Hörer abzunehmen. Erst nach dem zwanzigsten Läuten steht die Mutter langsam auf und will zum Telefon im Nebenzimmer hinübergehen, bleibt dann aber im Türrahmen stehen, dreht sich um, nimmt die Schüssel mit den Muscheln, kippt sie in den Abfalleimer und wendet sich an den Sohn: „Würdest du bitte den Müll runtertragen?“

## Erzählperspektive und sprachliche Gestaltung
Die homodiegetische und autodiegetische Protagonistin der Geschichte ist die etwa 18 Jahre alte Tochter. Ohne abzusetzen, das heißt buchstäblich ohne einen einzigen Absatz und fast „ohne Punkt und Komma“ sprudeln die Sätze scheinbar ungefiltert nur so aus ihr heraus, wiederholen sich, lassen den fast kindlich naiven Erzählton immer transparenter werden und die darunter verborgenen Wahrheiten über Vater, Mutter und jüngeren Bruder durchscheinen. Sie ziehen den Leser in ihren Bann und entwickeln einen unwiderstehlichen Sog, der (vor allem durch den häufigen Gebrauch der indirekten Rede) das Martyrium der Familie hautnah nachempfinden lässt. Fast unmerklich wirbelt der endlose Wörterstrom immer neue Fälle von Ordnungsfanatismus und Leistungsterror, immer weitere Beispiele von gewalttätiger Unterdrückung zu Tage und enthüllt und überwindet gleichsam im selben Atemzug die lang verdrängte Angst der Betroffenen.

## Der Vater
Im Mittelpunkt der Familie steht der Vater, ein rücksichtsloser Emporkömmling, der, als uneheliches Kind und in ärmlichen Verhältnissen aufgewachsen, sich insgeheim seiner Herkunft schämt und sich daher von seiner Vergangenheit lösen und seine ehrgeizigen Vorstellungen mit allen Mitteln durchsetzen will. Seine Ansichten von einer glücklichen Familie bedeuten in der Praxis, dass nur er sich seine persönlichen Wünsche erfüllen kann und sich die anderen Familienmitglieder zurückhalten und unterordnen müssen. 
Das Bild, das der Vater von einer „richtigen Familie“ hat, ist von traditionellem Rollendenken geprägt. Die Mutter soll den Haushalt führen und sich für den Mann „hübsch machen“, der Sohn soll einmal seinem Vater nacheifern und Naturwissenschaftler werden, die Tochter eher eine künstlerische Laufbahn einschlagen. Allerdings sind die Kinder zum Leidwesen ihres Vaters nicht nach seinen Vorstellungen geraten. Der Sohn wird vom Vater für „zu weich“ und feige, die Tochter für „zu kalt“, zu hässlich und gefühllos gehalten. 
Die Mutter, eine Lehrerin, die sich gern mit Schubertliedern auf dem Klavier tröstet, ist ihr Leben lang ein Produkt der Wünsche anderer gewesen. Ihr Berufsziel, Musikerin zu werden, blieb ihr verwehrt – eines Tages fand sie ihre Geige vom Vater zertrümmert – und nun wird sie vom Vater mehr oder weniger wie eine billige Arbeitskraft behandelt. Als sie einmal wegen einer schweren Nierenbeckenentzündung ins Krankenhaus muss, wird sie vom Vater schon „nach kaum einer Woche energisch nach Hause geholt“, damit sie sich wieder um den Haushalt kümmern kann. 
Um den Vater bei Laune zu halten, meldet jedes Familienmitglied ihm regelmäßig die Vergehen der anderen, die er immer dann, wenn man sich nicht nach seinen Anweisungen richtet oder er sich anderweitig gestört fühlt, mit körperlicher Gewalt bestraft, deren Brutalität ins Unmenschliche eskaliert: Er hat angeblich die Tochter als Kleinkind ihres nächtlichen „Gebrülls“ wegen schon einmal „gegen die Wand geworfen“ und würde dieses „teuflische Kind“, diesen „Satansbraten“,  später als Volljährige am liebsten weiter mit der flachen Hand ins Gesicht schlagen und ihr „mit dem Holzpantoffel dann auf den Kopf am Boden“ treten.

## Interpretation
Die Erzählung, die zur Zeit des beginnenden Zerfalls der DDR spielt, kann nicht nur als soziale und psychologische Studie einer deutschen Nachkriegsfamilie verstanden werden, sondern auch als politische Parabel auf jene Zeit.
So erinnern die Kontrolle durch den Vater und das Duckmäusertum in der Familie durchaus an die Bespitzelungen und Einschüchterungsversuche der Stasi, unter denen ein freies Zusammenleben praktisch unmöglich war. Die im Verlaufe der Erzählung aufbrechende Unzufriedenheit kann als Zeichen für die wachsende Opposition in der DDR gedeutet werden, die letztlich zur Revolution von 1989 führte. Das Wegwerfen der Muscheln „in den Müll“ am Ende symbolisiert die Loslösung von der Bindung an den Vater und damit die Abwendung von den alten Machthabern. Der offene Schluss entspricht den daraus resultierenden unklaren politischen Verhältnissen in der damaligen DDR.
Obwohl die Autorin ausdrücklich betont, dass jede Ähnlichkeit mit lebenden Personen unbeabsichtigt sei, finden sich viele Parallelen zur Biografie von Birgit Vanderbeke, deren Eltern 1961 mit ihr noch vor dem Bau der Berliner Mauer aus der DDR in die Bundesrepublik flüchteten und dort mit dem bundesrepublikanischen Wirtschaftswunder konfrontiert wurden. Dessen Opportunismus, Oberflächlichkeit und Spießigkeit stehen mindestens ebenso sehr im Zentrum der Kritik des Muschelessens wie die Abrechnung mit der Scheinheiligkeit des DDR-Regimes.